# Homoneura
Homoneura är ett släkte av tvåvingar. Homoneura ingår i familjen lövflugor.

## Bildgalleri

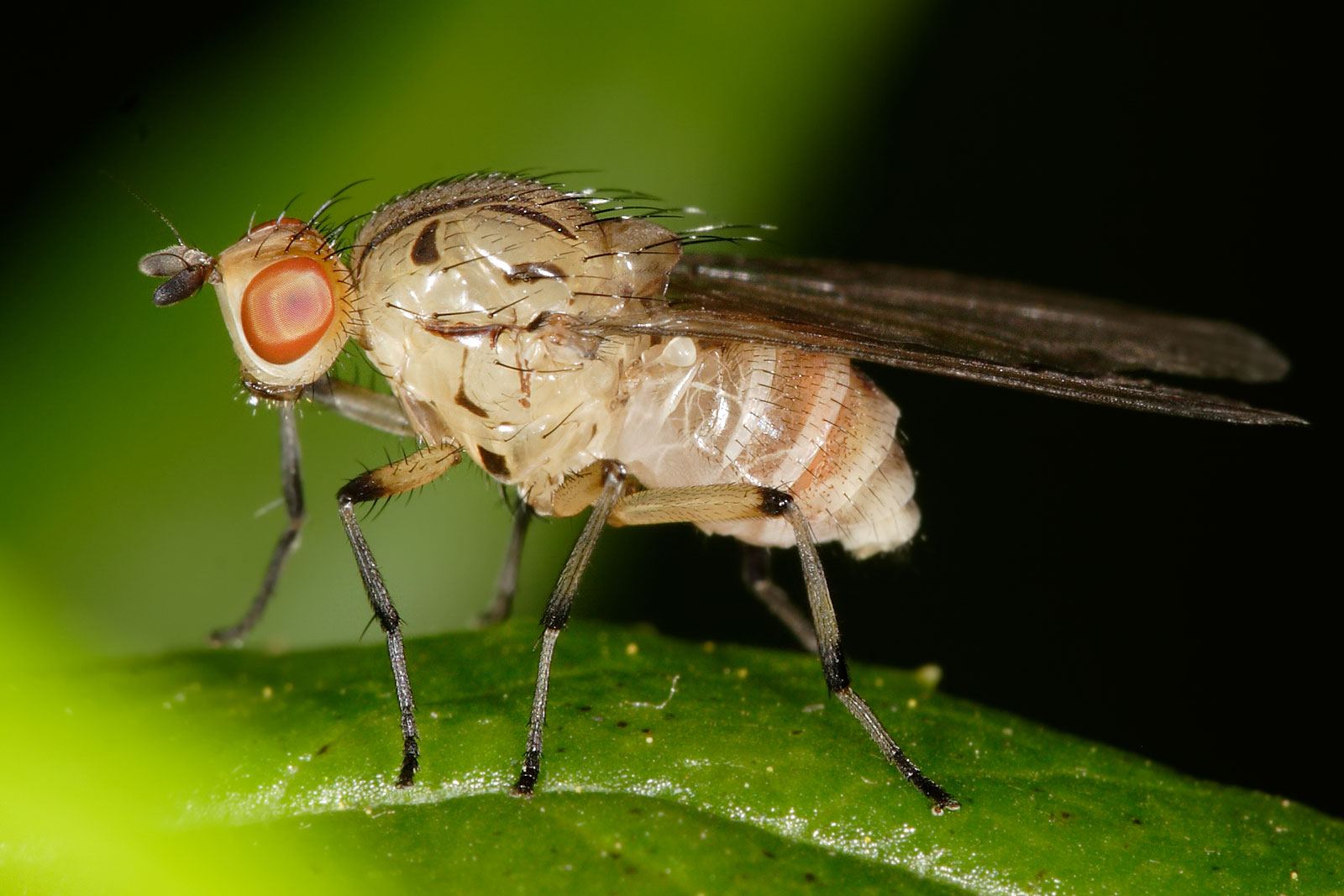

## Dottertaxa tillHomoneura, i alfabetisk ordning[1][2]
- Homoneura abana
- Homoneura abnormis
- Homoneura acrita
- Homoneura acrostichalis
- Homoneura acrotoma
- Homoneura acrotoxa
- Homoneura aculeata
- Homoneura acuminata
- Homoneura acutata
- Homoneura adnata
- Homoneura adunca
- Homoneura adustora
- Homoneura aequalis
- Homoneura aequata
- Homoneura affinis
- Homoneura africana
- Homoneura albanyensis
- Homoneura albicosta
- Homoneura albomarginata
- Homoneura aldrichi
- Homoneura alexis
- Homoneura alini
- Homoneura ambusta
- Homoneura americana
- Homoneura amurensis
- Homoneura ancora
- Homoneura angulata
- Homoneura angustata
- Homoneura angustigena
- Homoneura anomala
- Homoneura anthracina
- Homoneura anthrax
- Homoneura anuda
- Homoneura apicinebula
- Homoneura apiseriata
- Homoneura apodemata
- Homoneura apotoma
- Homoneura appendicula
- Homoneura argyrocephala
- Homoneura arizonensis
- Homoneura armata
- Homoneura assidua
- Homoneura astrolabei
- Homoneura asymmetrica
- Homoneura atra
- Homoneura atriceps
- Homoneura atricornis
- Homoneura atrifacies
- Homoneura atripennis
- Homoneura atritegula
- Homoneura aulatheca
- Homoneura autumnalis
- Homoneura bakeri
- Homoneura balluca
- Homoneura barnardi
- Homoneura beckeri
- Homoneura bengalensis
- Homoneura bequaerti
- Homoneura bicuspis
- Homoneura bigibba
- Homoneura biguttata
- Homoneura bilineella
- Homoneura binaria
- Homoneura binotata
- Homoneura birdi
- Homoneura biroi
- Homoneura bispina
- Homoneura bispinalis
- Homoneura bistriata
- Homoneura bistylata
- Homoneura bitaenia
- Homoneura biumbrata
- Homoneura bomiensis
- Homoneura boobiensis
- Homoneura borneoensis
- Homoneura brevicornis
- Homoneura brevis
- Homoneura breviseta
- Homoneura bulga
- Homoneura bunburiensis
- Homoneura butuanensis
- Homoneura californica
- Homoneura caloptera
- Homoneura campbelli
- Homoneura camura
- Homoneura canungrae
- Homoneura carita
- Homoneura cassida
- Homoneura catatona
- Homoneura caudata
- Homoneura centralis
- Homoneura centrilamella
- Homoneura cerina
- Homoneura chapini
- Homoneura cheesmanae
- Homoneura chelis
- Homoneura chinensis
- Homoneura christophi
- Homoneura chyzeri
- Homoneura cilifera
- Homoneura circumcincta
- Homoneura circumfusa
- Homoneura claudiensis
- Homoneura clavata
- Homoneura clavigera
- Homoneura cnotomea
- Homoneura coffeata
- Homoneura collessi
- Homoneura concava
- Homoneura condylostylis
- Homoneura conjuncta
- Homoneura consobrina
- Homoneura conspicua
- Homoneura contubernalis
- Homoneura cornuta
- Homoneura costalis
- Homoneura crassicaput
- Homoneura crassicauda
- Homoneura crassiuscula
- Homoneura crickettae
- Homoneura crinita
- Homoneura crockeri
- Homoneura crucifera
- Homoneura cuneata
- Homoneura curta
- Homoneura curtiocellaris
- Homoneura curtula
- Homoneura curva
- Homoneura curvata
- Homoneura curvispina
- Homoneura curvispinosa
- Homoneura cuthbertsoni
- Homoneura czernyi
- Homoneura dapaensis
- Homoneura debilis
- Homoneura decemseriata
- Homoneura defecta
- Homoneura demeijerei
- Homoneura dentata
- Homoneura dentifera
- Homoneura dentiventris
- Homoneura diacrostichalis
- Homoneura diadema
- Homoneura dialepta
- Homoneura diaphora
- Homoneura diasca
- Homoneura dichroa
- Homoneura dicyrta
- Homoneura didyma
- Homoneura difficilis
- Homoneura dilecta
- Homoneura dimorpha
- Homoneura diphylla
- Homoneura discoalbata
- Homoneura discoglauca
- Homoneura discoidalis
- Homoneura disjuncta
- Homoneura distincta
- Homoneura diversa
- Homoneura dolabrifera
- Homoneura dynata
- Homoneura eidsvoldensis
- Homoneura elongata
- Homoneura enderleini
- Homoneura ensifera
- Homoneura ericpoli
- Homoneura ethelia
- Homoneura euaresta
- Homoneura eurymelon
- Homoneura evittata
- Homoneura exigua
- Homoneura extensa
- Homoneura extera
- Homoneura fallenii
- Homoneura fasciventris
- Homoneura fergusoni
- Homoneura filiola
- Homoneura finigutta
- Homoneura finitima
- Homoneura fissifera
- Homoneura flabella
- Homoneura flava
- Homoneura flavicornis
- Homoneura flavilinea
- Homoneura flavofemorata
- Homoneura flavomarginata
- Homoneura flavopunctata
- Homoneura folifera
- Homoneura forcipata
- Homoneura formosae
- Homoneura fratercula
- Homoneura fraterna
- Homoneura fujianensis
- Homoneura fulgida
- Homoneura fumibasis
- Homoneura fumifrons
- Homoneura fumipennis
- Homoneura funebricornis
- Homoneura furcistylis
- Homoneura furvilineola
- Homoneura furvitibia
- Homoneura fuscibasis
- Homoneura fuscicornis
- Homoneura fuscicostata
- Homoneura fuscipes
- Homoneura fuscobrunnea
- Homoneura gedehi
- Homoneura genitalis
- Homoneura geomyzina
- Homoneura gibbosa
- Homoneura gordoni
- Homoneura grahami
- Homoneura grammonota
- Homoneura grandis
- Homoneura grossa
- Homoneura guizhouensis
- Homoneura hackeri
- Homoneura haejuana
- Homoneura hainanensis
- Homoneura halterata
- Homoneura hamulifera
- Homoneura harti
- Homoneura hawaiiensis
- Homoneura hemixantha
- Homoneura henanensis
- Homoneura heterosticta
- Homoneura hirtitibia
- Homoneura hollowayi
- Homoneura honesta
- Homoneura hopetounensis
- Homoneura horni
- Homoneura horvathi
- Homoneura hospes
- Homoneura houghii
- Homoneura hyalina
- Homoneura hymenophallus
- Homoneura hypocrios
- Homoneura hypopygialis
- Homoneura illingworthi
- Homoneura imitatrix
- Homoneura immaculata
- Homoneura immaculipennis
- Homoneura immaculiventris
- Homoneura impleta
- Homoneura inaequalis
- Homoneura incerta
- Homoneura incisuralis
- Homoneura incompleta
- Homoneura indecisa
- Homoneura indica
- Homoneura inhumeralis
- Homoneura inops
- Homoneura insignis
- Homoneura insolita
- Homoneura insularis
- Homoneura intercisa
- Homoneura intereuns
- Homoneura intermedia
- Homoneura interrupta
- Homoneura interstincta
- Homoneura intertincta
- Homoneura interventa
- Homoneura intricata
- Homoneura inusitata
- Homoneura javanensis
- Homoneura jiangfengensis
- Homoneura jiangi
- Homoneura johnsoni
- Homoneura karnyi
- Homoneura kaszabi
- Homoneura kertesziana
- Homoneura knowltoni
- Homoneura kocki
- Homoneura kolthoffi
- Homoneura koreana
- Homoneura kortzasi
- Homoneura laciniosa
- Homoneura lagena
- Homoneura lamellata
- Homoneura lasdini
- Homoneura lata
- Homoneura lateriloba
- Homoneura laticosta
- Homoneura latifrons
- Homoneura laxifrons
- Homoneura legnota
- Homoneura lemniscata
- Homoneura leucoprosopon
- Homoneura leveri
- Homoneura levia
- Homoneura liberia
- Homoneura licina
- Homoneura lii
- Homoneura limbata
- Homoneura limbifera
- Homoneura limnea
- Homoneura lissonota
- Homoneura littoralis
- Homoneura loewi
- Homoneura lombokensis
- Homoneura longa
- Homoneura longicornis
- Homoneura longiparameria
- Homoneura longiplumaria
- Homoneura longiseta
- Homoneura longispina
- Homoneura lordhowensis
- Homoneura loweri
- Homoneura lucida
- Homoneura lugubris
- Homoneura lunata
- Homoneura lunipennis
- Homoneura lushanica
- Homoneura lutealata
- Homoneura luteoscutellata
- Homoneura luzonensis
- Homoneura lyrica
- Homoneura macalpinei
- Homoneura macgregori
- Homoneura maculifera
- Homoneura maghrebi
- Homoneura mahensis
- Homoneura malayensis
- Homoneura mallochi
- Homoneura maquilingensis
- Homoneura matsumurai
- Homoneura mayrhoferi
- Homoneura media
- Homoneura mediofasciata
- Homoneura mediomaculata
- Homoneura medionotata
- Homoneura mediosignata
- Homoneura mediospinosa
- Homoneura melanderi
- Homoneura melanospila
- Homoneura mellina
- Homoneura mesocombos
- Homoneura minor
- Homoneura minuscula
- Homoneura mirabilis
- Homoneura modesta
- Homoneura multicornuta
- Homoneura nadaensis
- Homoneura nebulosa
- Homoneura neosignata
- Homoneura nigra
- Homoneura nigrantenna
- Homoneura nigricauda
- Homoneura nigriflua
- Homoneura nigrifrons
- Homoneura nigripennis
- Homoneura nigrita
- Homoneura nigroantennata
- Homoneura nigroapicata
- Homoneura nigrocincta
- Homoneura nigrofulva
- Homoneura nigrontata
- Homoneura nivalis
- Homoneura nobilis
- Homoneura nospila
- Homoneura notata
- Homoneura notativentris
- Homoneura nothostica
- Homoneura notostigma
- Homoneura novaeguineae
- Homoneura nubecula
- Homoneura nubila
- Homoneura nubilifera
- Homoneura nudifrons
- Homoneura nudiseta
- Homoneura obliquepunctata
- Homoneura obscuriceps
- Homoneura obscuricornis
- Homoneura observans
- Homoneura obtusa
- Homoneura occidentalis
- Homoneura occipitalis
- Homoneura ochracea
- Homoneura ochripennis
- Homoneura octoguttata
- Homoneura octopannosa
- Homoneura octostriata
- Homoneura ocula
- Homoneura opacithorax
- Homoneura opposita
- Homoneura orientalis
- Homoneura orientis
- Homoneura ornatifrons
- Homoneura ornatipennis
- Homoneura ornatipes
- Homoneura outerensis
- Homoneura ozerovi
- Homoneura padangensis
- Homoneura pallida
- Homoneura pallidula
- Homoneura panniculata
- Homoneura papuana
- Homoneura paraforcipata
- Homoneura paroëca
- Homoneura partita
- Homoneura parvibifida
- Homoneura parvinotata
- Homoneura parvipunctata
- Homoneura patella
- Homoneura patelliformis
- Homoneura pedanorhabdos
- Homoneura pentadistola
- Homoneura percnops
- Homoneura pernotata
- Homoneura perthensis
- Homoneura philadelphica
- Homoneura philippinensis
- Homoneura picea
- Homoneura piceoides
- Homoneura picipes
- Homoneura picta
- Homoneura pictipennis
- Homoneura piliseta
- Homoneura pistillata
- Homoneura platyphallica
- Homoneura pleuripuncta
- Homoneura plumicornis
- Homoneura poecila
- Homoneura pollex
- Homoneura polyacantha
- Homoneura polymelasma
- Homoneura postmacula
- Homoneura preapicalis
- Homoneura procerula
- Homoneura prolata
- Homoneura protandrifera
- Homoneura protuberans
- Homoneura provecta
- Homoneura proximella
- Homoneura psammophila
- Homoneura pseudolimnea
- Homoneura pubiseta
- Homoneura pulchrifrons
- Homoneura punctipennis
- Homoneura pycnochaeta
- Homoneura pyriformis
- Homoneura quadrata
- Homoneura quadrifaria
- Homoneura quadrifida
- Homoneura quadrimacula
- Homoneura quadrinotata
- Homoneura quadrispinosa
- Homoneura quadrivitta
- Homoneura quinquevittata
- Homoneura quiquenotata
- Homoneura rectangulata
- Homoneura remmi
- Homoneura repanda
- Homoneura replena
- Homoneura reptans
- Homoneura resima
- Homoneura restituta
- Homoneura rhodesi
- Homoneura rhynchos
- Homoneura rimbijae
- Homoneura ripicola
- Homoneura robusta
- Homoneura rudiscutellum
- Homoneura russelli
- Homoneura sarangana
- Homoneura sasakawai
- Homoneura sattelbergensis
- Homoneura sauteri
- Homoneura schneiderae
- Homoneura scolodrilos
- Homoneura scutellaris
- Homoneura securigera
- Homoneura semibrunnea
- Homoneura senta
- Homoneura separata
- Homoneura septentrionlis
- Homoneura septipunctata
- Homoneura seriepunctata
- Homoneura serrata
- Homoneura serristylus
- Homoneura sertulata
- Homoneura setiparameria
- Homoneura setitibia
- Homoneura setiventris
- Homoneura setula
- Homoneura setuligera
- Homoneura setulosa
- Homoneura severini
- Homoneura sexmaculata
- Homoneura sexseriata
- Homoneura shatalkini
- Homoneura sheldoni
- Homoneura shewelli
- Homoneura shewelliana
- Homoneura shinonagai
- Homoneura signata
- Homoneura signatifrons
- Homoneura sikaiana
- Homoneura simplicissima
- Homoneura simulata
- Homoneura singularis
- Homoneura sphincta
- Homoneura spiculata
- Homoneura spinicauda
- Homoneura spinidorsum
- Homoneura spinosa
- Homoneura spinulosa
- Homoneura squalida
- Homoneura stackelbergi
- Homoneura stackelbergiana
- Homoneura stenhousensis
- Homoneura stigmata
- Homoneura striata
- Homoneura striatifrons
- Homoneura stricta
- Homoneura strigata
- Homoneura strigipennis
- Homoneura striolota
- Homoneura subcostalis
- Homoneura subhonesta
- Homoneura submemnonia
- Homoneura subnotata
- Homoneura subnubecula
- Homoneura subnuda
- Homoneura substigmata
- Homoneura subvittata
- Homoneura surda
- Homoneura suspensa
- Homoneura suturalis
- Homoneura sychevskayae
- Homoneura sydneiensis
- Homoneura talamaui
- Homoneura tamborinensis
- Homoneura tanganyikae
- Homoneura tenera
- Homoneura tenuispina
- Homoneura tenuitergum
- Homoneura tephrotaenia
- Homoneura terminalis
- Homoneura terminata
- Homoneura tesquae
- Homoneura testacea
- Homoneura testaceipes
- Homoneura tethis
- Homoneura tetrura
- Homoneura thalhammeri
- Homoneura thegalea
- Homoneura tianeensis
- Homoneura tianlinensis
- Homoneura tianmushana
- Homoneura tibetensis
- Homoneura tincta
- Homoneura torulus
- Homoneura toxopei
- Homoneura transversa
- Homoneura triangularis
- Homoneura tridentata
- Homoneura trifasciata
- Homoneura trifurcata
- Homoneura trinotata
- Homoneura triphylla
- Homoneura tripunctifera
- Homoneura trispina
- Homoneura trivittata
- Homoneura trochantera
- Homoneura tropica
- Homoneura truncata
- Homoneura trypetoptera
- Homoneura tunisica
- Homoneura turbida
- Homoneura turkmenica
- Homoneura umbrosa
- Homoneura unciclava
- Homoneura undulata
- Homoneura ungaranensis
- Homoneura unguiculata
- Homoneura utahensis
- Homoneura valida
- Homoneura wallacei
- Homoneura vankampeni
- Homoneura varia
- Homoneura varifrons
- Homoneura variinervis
- Homoneura variipennis
- Homoneura webbensis
- Homoneura wembleiensis
- Homoneura vertebrata
- Homoneura wesselensis
- Homoneura wheeleri
- Homoneura whitneyi
- Homoneura vietnamensis
- Homoneura vittala
- Homoneura vittigera
- Homoneura volitans
- Homoneura wonosobensis
- Homoneura xiaolongmensis
- Homoneura yamagishii
- Homoneura yangi
- Homoneura yaromi
- Homoneura yehliuensis
- Homoneura yerburyi
- Homoneura ypsilon
- Homoneura zonalis